# Vấn đề môi trường ở Thái Lan

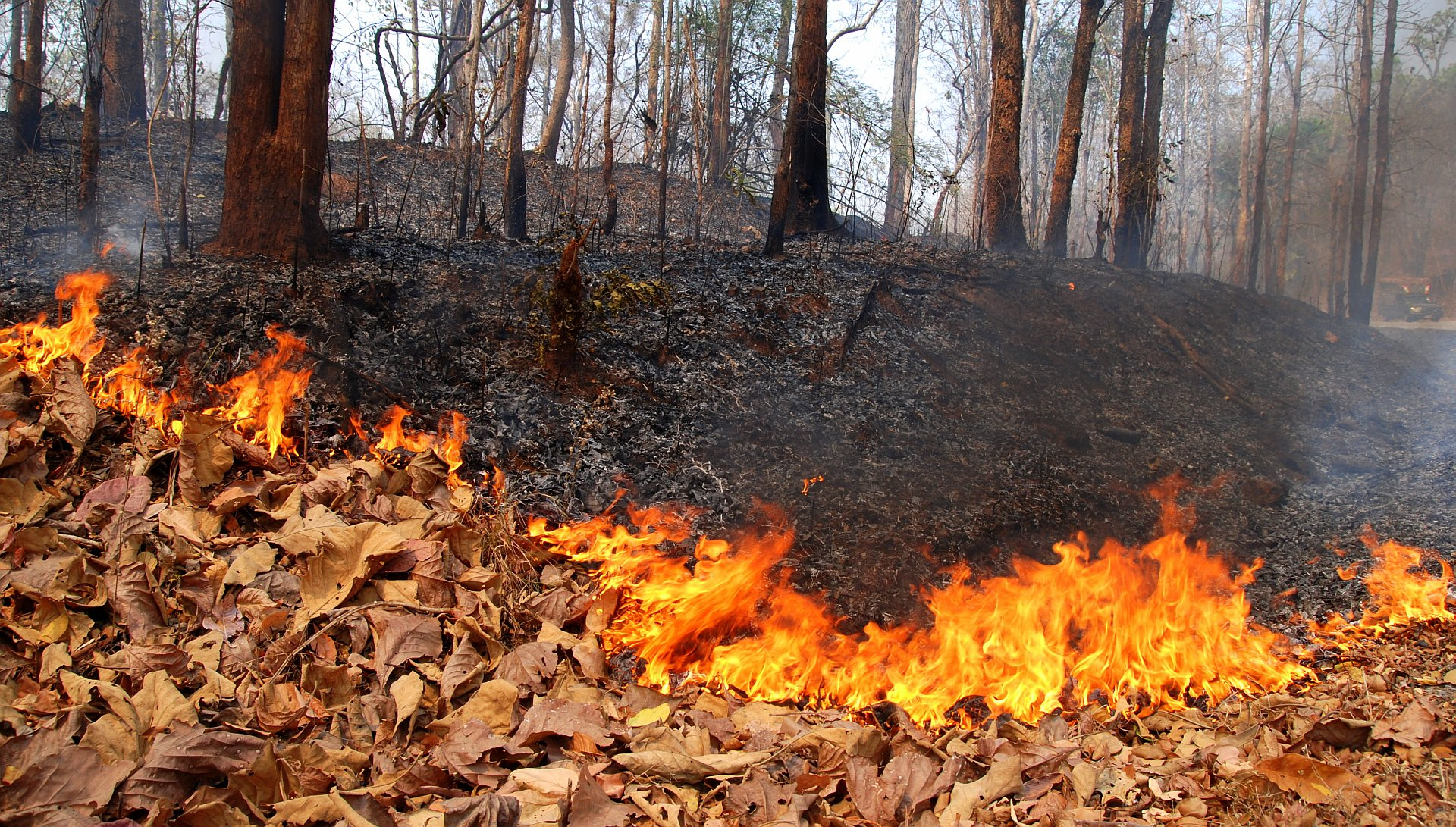
Cháy rừng ở tỉnh Mae Hong Son, tháng 3 năm 2010

Tăng trưởng kinh tế đầy kịch tính của Thái Lan đã gây ra nhiều vấn đề môi trường. Đất nước này phải đối mặt với vấn đề ô nhiễm không khí và nước, giảm số lượng động vật hoang dã, nạn phá rừng, xói mòn đất, khan hiếm nước và vấn đề rác thải. Theo một chỉ số năm 2004, chi phí ô nhiễm không khí và nước cho quốc gia này lên đến khoảng 1,6-2,6 phần trăm GDP mỗi năm . Như vậy, tăng trưởng kinh tế của Thái Lan có chi phí rất lớn trong việc gây thiệt hại cho người dân và môi trường.
Thái Lan đã đưa ra Kế hoạch phát triển kinh tế và xã hội thứ bảy (1992-1996), tuyên bố rằng bảo vệ môi trường là một ưu tiên hàng đầu của chính phủ Thái Lan. Kế hoạch này mục đích nhằm đạt được sự tăng trưởng bền vững và ổn định, đặc biệt trong ngành công nghiệp hóa dầu, kỹ thuật, điện tử và các ngành cơ bản.

## Khí hậu thay đổi

### Thiệt hại và phản ứng của chính phủ
Một số hệ sinh thái nhiệt đới đang bị suy giảm do thay đổi khí hậu nhanh hơn nhiều so với mong đợi - tẩy trắng san hô là một ví dụ - trong khi nhiều môi trường sống khác có thể bị hư hỏng theo thời gian. Các hệ sinh thái nhiệt đới dường như đặc biệt dễ bị tổn thương bởi vì các loài nhiệt đới đã phát triển trong phạm vi nhiệt độ rất cụ thể, hẹp. Với nhiệt độ leo thang, chúng đơn giản không thể sống sót được.
Theo một bài báo đăng trên Tạp chí Y tế Công cộng Châu Á - Thái Bình Dương, nhiệt độ cực đại ở Đông Nam Á giảm 15-20 giờ làm việc, và con số này có thể tăng gấp đôi vào năm 2050 khi biến đổi khí hậu tiến triển. Báo cáo dự báo, Thái Lan sẽ mất 6% GDP vào năm 2030 do giảm thời gian làm việc do nhiệt độ tăng lên. Một báo cáo được xuất bản trong tạp chí Nature, bởi Mora, và các cộng sự, dự báo rằng "... mọi thứ sẽ bắt đầu phát triển rối rắm trong vùng nhiệt đới vào khoảng năm 2020,..."
NASA báo cáo rằng 2016 sẽ là năm nóng nhất ghi nhận được trong 136 năm giữ những ghi nhận hiện đại. Theo Cục Khí tượng Thái Lan, nhiệt độ tại tỉnh Mae Hong Son đã đạt 44,6 độ C vào ngày 28 tháng 4 năm 2016, phá vỡ kỷ lục "nóng nhất trong ngày" của Thái Lan.:20 Tháng 4 ở Thái Lan thường nóng, nhưng thời tiết nóng của năm 2016 đạt kỷ lục cho làn sóng nóng dài nhất trong 65 năm qua. Trong Tuyên bố của WMO về tình trạng Khí hậu Toàn cầu vào năm 2016, Tổ chức Khí tượng học Thế giới xác nhận năm 2016 là năm nóng nhất trong lịch sử Thái Lan :6-7
Báo cáo của FAO năm 2016 về Nghề đánh cá và Nuôi Thủy sản thế giới tường thuật, một nghiên cứu gần đây cho thấy rằng thay đổi khí hậu sẽ ảnh hưởng đến an ninh lương thực ở châu Á vào giữa giữa thế kỷ 21. Nó đánh giá ngành thủy sản của Thái Lan là một trong những ngành bị ảnh hưởng tiêu cực nhất xét đến tất cả các môi trường-nước ngọt, nước lợ và đánh cá biển.:133
Các nhà nghiên cứu thuộc Đại học Stanford và Đại học California, nghiên cứu các ghi nhận lịch sử về nhiệt độ ảnh hưởng đến các nền kinh tế, dự đoán rằng, với xu hướng hiện nay, thu nhập toàn cầu sẽ thấp hơn 23 phần trăm vào cuối thế kỷ hơn là không có sự thay đổi khí hậu. Sự suy giảm thu nhập không phân chia đồng đều, với vùng nhiệt đới bị ảnh hưởng nặng nề nhất. Nghiên cứu ước tính GDP của Thái Lan sẽ giảm 90% vào năm 2099 so với GDP 2016.
Lượng phát thải CO2 của Thái Lan trên đầu người đã tăng từ 0,14 tấn vào năm 1960 lên 4,5 tấn vào năm 2013 trong khi dân số tăng từ 27 triệu lên 67 triệu trong cùng thời kỳ .
Kế hoạch tổng thể về Thay đổi Khí hậu của Chính phủ Thái Lan, 2012-2050 dự đoán rằng "Thái Lan có thể tiếp tục phát triển kinh tế, xã hội và môi trường theo triết lý kinh tế đầy đủ và giảm phát thải khí nhà kính vào năm 2050 mà không cản trở tổng sản lượng quốc gia (GDP) hoặc giảm sự phát triển của năng lực phát triển và khả năng cạnh tranh. "

### Thoả thuận khí hậu Paris
Thái Lan đã đệ trình Đóng góp theo dự định Định hướng Quốc gia (INDC) tới Công ước Khung của Liên hợp quốc về Thay đổi Khí hậu (UNFCCC) vào ngày 1 tháng 10 năm 2015. Nó cam kết giảm 20-30% lượng khí nhà kính thải ra vào năm 2030. Thái Lan sau đó đã ký Thỏa thuận về Khí hậu Paris vào ngày 22 tháng 4 năm 2016 và phê chuẩn việc gia nhập Hiệp ước vào ngày 21 tháng 9 năm 2016.
Các cam kết quốc gia ở Paris đồng nghĩa với việc tăng nhiệt độ toàn cầu lên 3 °C theo các nhà khoa học khí hậu. Các nhà thương thuyết ở Paris đã làm việc để giảm xuống còn 2 °C, tuy nhiên con số thấp hơn này có thể "... là thảm họa đối với Bangkok", buộc việc từ bỏ thành phố này chậm nhất vào năm 2200 và sớm nhất vào năm 2045-2070. Trong một bài viết xuất bản vào ngày 1 tháng 3 năm 2016, các nhà nghiên cứu về khí hậu James Hansen và Makiko Sato tuyên bố rằng, "vùng nhiệt đới... vào mùa hè có nguy cơ trên thực tế trở nên không còn chỗ cư trú vào cuối thế kỷ này nếu cứ phát thải nhiên liệu hóa thạch như thường lệ,... "  Năm 2015, Bangkok có nhiệt độ trung bình 29,6 °C, cao hơn 1,6 °C so với bình thường.

## Nước biển dâng
Mặt đất ở Bangkok đang chìm xuống khoảng ba centimet một năm. Được xây dựng trên một đồng bằng phù sa bằng đất sét mềm, sự sụt lún được làm trầm trọng thêm bởi việc công nghiệp bơm nước ngầm quá mức và do trọng lượng của các tòa nhà khổng lồ. Theo Hội đồng Cải cách Quốc gia của Thái Lan (NRC), nếu không có hành động khẩn cấp, Bangkok có thể bị nhận chìm xuống nước khoảng năm 2030 do sự kết hợp của mực nước biển dâng cao, khai thác nước ngầm, và trọng lượng của các tòa nhà thành phố.

## Nạn phá rừng
Độ che phủ rừng ở Thái Lan đã giảm đáng kể do người dân biến đổi đất rừng thành đất canh tác nông nghiệp hoặc chiếm dụng đất công ích cho mục đích sử dụng cá nhân. Các uớc tính khác biệt nhau. Quỹ Sueb Nakhasathien báo cáo rằng 53 phần trăm đất của Thái Lan được rừng bao phủ năm 1961 nhưng diện tích rừng đã giảm xuống 31,6 phần trăm vào năm 2015. Ước tính của Quỹ Động vật Hoang dã Thế giới kết luận rằng, trong khoảng thời gian từ năm 1973 đến năm 2009, rừng của Thái Lan đã giảm 43%. Trong giai đoạn 2001-2012, Thái Lan mất một triệu ha rừng, trong khi khôi phục lại 499.000 ha. Từ năm 1990 đến năm 2005, Thái Lan mất 9,1% độ che phủ của rừng, hoặc khoảng 1.445.000 ha. Tính đến năm 2016, Thái Lan có tỷ lệ phá rừng trung bình hàng năm là 0,72%. Các vùng đất ngập nước đã được chuyển đổi thành ruộng lúa hoặc một phần đất đô thị. Với các biện pháp của chính phủ để ngăn cấm khai thác gỗ, tỷ lệ phá rừng đã giảm nhưng tác động của nạn phá rừng vẫn đang được cảm nhận.
Đầu năm 2017, chính phủ cam kết tăng độ che phủ rừng lên 40% trong vòng 20 năm. Thái Lan có ba mét vuông diện tích khu vực xanh mỗi đầu người. Singapore có 66 m2 và Malaysia, 44 m2.
Vào tháng 11 năm 1988, những trận mưa lớn đã cuốn trôi những bãi dốc mới bị phá huỷ, gây ra lũ lớn. Làng và đất nông nghiệp bị ngập. Gần 400 người và hàng ngàn con vật bị giết chết. Chính phủ Thái Lan đã cấm khai thác gỗ vào ngày 14 tháng 1 năm 1989, thu hồi tất cả các giấy phép khai thác gỗ. Hậu quả ngoài ý muốn: giá gỗ tăng gấp ba lần tại Bangkok, dẫn tới việc khai thác gỗ bất hợp pháp quá mức.
Tháng 6 năm 2015, khi hạn hán nghiêm trọng xảy ra ở đông bắc Thái Lan, Thủ tướng Prayut Chan-o-cha kêu gọi nông dân từ bỏ vụ mùa thứ hai để tiết kiệm nước. Ông cho rằng hạn hán xảy ra do nạn phá rừng nghiêm trọng. Theo thủ tướng, ít nhất 4.2m ha đất trồng rừng, đặc biệt là các khu rừng ở miền núi phía bắc, đã bị trù dập, theo ông Thủ tướng, cần phải có rừng để tạo ra lượng mưa.
Vào tháng 7 năm 2015, một bài xã luận của Bangkok Post đã tóm tắt các vấn đề lâm nghiệp của Thái Lan: "Rừng đã nhanh chóng bị suy giảm theo các chính sách của nhà nước trong bốn thập kỷ qua. Các yếu tố bao gồm khai thác gỗ, khai thác mỏ, chiến lược chống nổi dậy, khuyến khích trồng cây công nghiệp ở vùng cao, xây dựng các đập lớn và thúc đẩy ngành du lịch. Tham nhũng cũng bắt nguồn từ hệ thống quan liêu lâm nghiệp. "

### Xói mòn rừng nước mặn và bờ biển
Nạn phá rừng tạo ra nhiều vấn đề môi trường: xói mòn đất, trầm tích sông, và mất môi trường sống tự nhiên. Các vùng đất ngập nước và rừng ngập mặn tại các vùng duyên hải đã bị suy thoái nghiêm trọng do việc mở rộng nghề cá thương mại, nuôi tôm, công nghiệp và du lịch gây nhiều tổn thất về đa dạng sinh học ở Thái Lan. Người ta ước tính rằng Thái Lan năm 1961 đã có 3.500 km2 rừng ngập mặn. Trong năm 2004, con số này là dưới 2.000 km2 theo chính phủ Thái Lan.
Theo Thứ trưởng Bộ Giao thông Thái Lan, một số bãi biển hấp dẫn của Thái Lan có thể bị mất trong vòng mười năm. "Nếu chúng ta không làm bất cứ điều gì, sẽ không còn những bãi biển hấp dẫn nào", ông nói. Bộ phận hàng hải, một bộ phận của Bộ Giao thông Vận tải, quản lý 3.000 km đường bờ biển của Thái Lan ở 23 tỉnh duyên hải. Khoảng 670 km đường bờ biển có sự xói mòn nghiêm trọng, với đất bị mất đi với tốc độ hơn năm mét / năm. Để chống xói mòn, các khu vực của Bãi biển Pattaya ở tỉnh Chonburi đang được đổ lên với hơn 300.000 m3 cát với chi phí 429 triệu baht. Bãi biển Chalatat ở Songkhla dài 2 km đang được khôi phục với chi phí 300 triệu baht.

## Ô nhiễm không khí

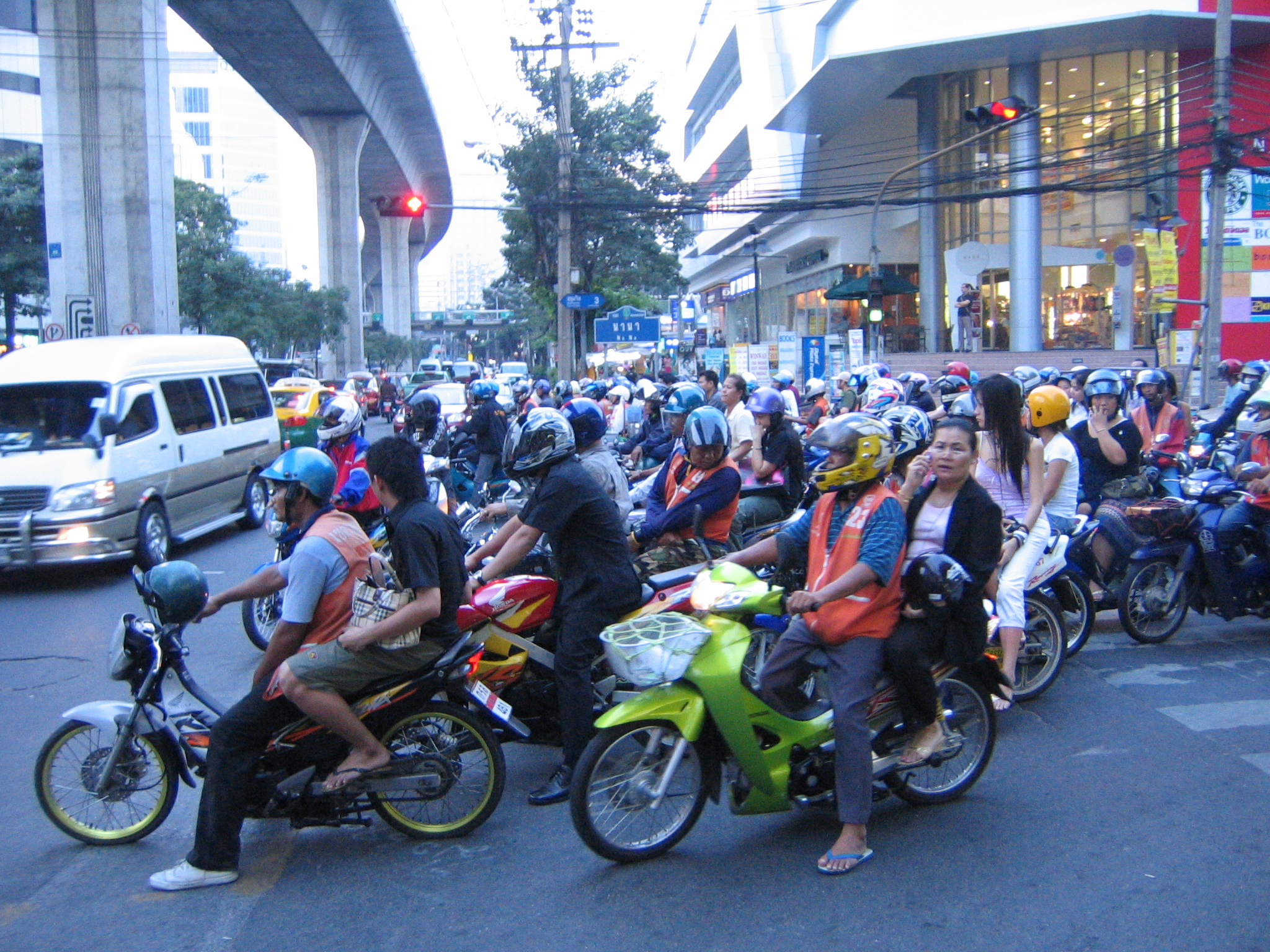
Xe máy, giao lộ Nana, Bangkok

Ngân hàng Thế giới ước tính số tử vong ở Thái Lan do ô nhiễm không khí đã tăng từ 31.000 năm 1990 lên khoảng 49.000 vào năm 2013.

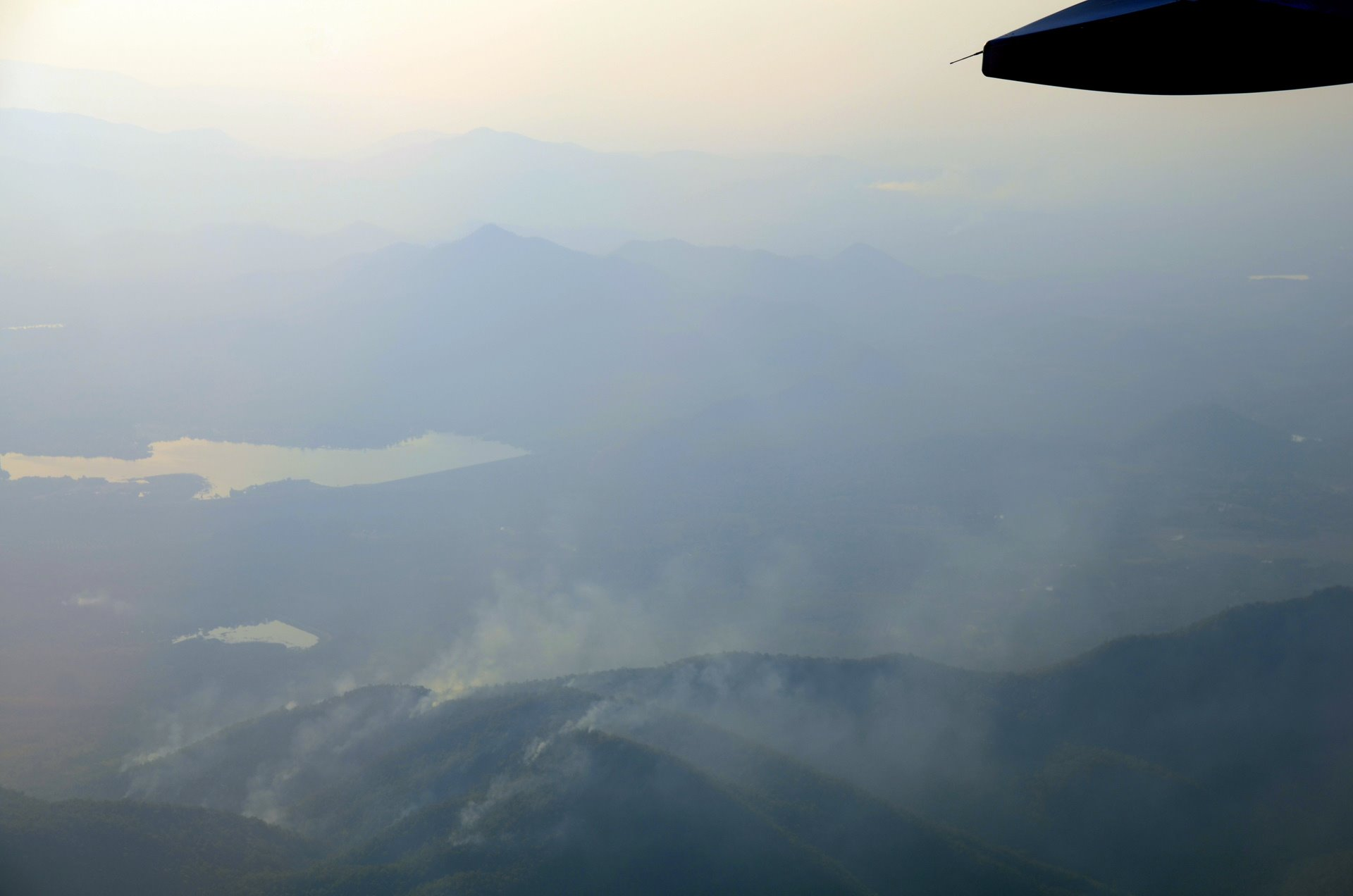
Các vụ cháy rừng ở dãy Khun Tân, huyện Mae Tha, Lamphun. Hàng năm, rừng núi được đốt bởi nông dân để tăng sản lượng nấm Astraeus odoratus

Tăng trưởng công nghiệp đã tạo ra mức độ ô nhiễm không khí cao ở Thái Lan. Xe cộ và nhà máy góp phần gây ô nhiễm không khí, đặc biệt ở Bangkok.
Khu vực đô thị Bangkok, bao gồm Khu hành chính Đô thị Bangkok (BMA) và bốn tỉnh lân cận (Nonthaburi, Pathum Thani, Nakhon Pathom, và Samut Prakan), chiếm khoảng 20% dân số cả nước và hơn một nửa số nhà máy của cả nước. Do thiếu các cơ sở xử lý, việc gia tăng khối lượng các chất độc hại do các hoạt động công nghiệp gây ra đã gây ra những vấn đề nghiêm trọng về vấn đề xử lý phế thải. Trừ khi các cơ sở xử lý được xây dựng và các tổ chức bắt đầu điều chỉnh nghiêm ngặt, ô nhiễm môi trường do chất thải nguy hại đe dọa sẽ trở thành vấn đề môi trường tồi tệ nhất của Thái Lan trong tương lai.
Cục Kiểm soát Ô nhiễm Thái Lan (PCD) và các cơ quan khác đã phát triển các tiêu chuẩn nhằm giảm ô nhiễm không khí. Các tiêu chuẩn tập trung vào việc chuyển sang các loại động cơ giảm phát thải và cải thiện giao thông công cộng. Năm 1999, 80% xe máy trên đường tại Bangkok có động cơ hai thì không thân thiện với môi trường. Xe tải và xe buýt Diesel cũng góp phần gây nhiều ô nhiễm. Ở hầu hết các khu vực của đất nước, chất gây ô nhiễm không khí cho xe đang ở mức chấp nhận được theo tiêu chuẩn quốc gia.
Nhà máy và nhà máy điện đã được yêu cầu để giảm phát thải. Bangkok và phần còn lại của khu vực miền Trung đóng góp khoảng 60-70% khí thải công nghiệp của đất nước. Hầu hết các nhà máy điện đều dựa vào nhiên liệu hóa thạch đốt.
Các nguồn ô nhiễm không khí khác bao gồm đốt rác, nấu nướng, và các hoạt động đốt nông nghiệp, bao gồm cả các vụ cháy rừng có chủ ý.
Cháy rừng ở Đông Nam Á thường gây ra sương mù. Năm 2003, Thái Lan đã phê chuẩn Hiệp định ASEAN về Ô nhiễm Hazeen xuyên biên giới nhằm giảm bớt đám mây do cháy rừng nhưng các vấn đề trong khu vực vẫn còn phổ biến. Các cơn cháy rừng bắt đầu bởi những người nông dân địa phương trong suốt mùa khô tại miền bắc Thái Lan với nhiều mục đích khác nhau, với tháng 2 và tháng 3 là hai tháng có điều kiện xấu nhất. Trong nghiên cứu được thực hiện giữa năm 2005 và năm 2009 ở Chiang Mai, tỷ lệ PM10 trung bình trong những tháng này cao hơn mức an toàn của quốc gia là 120 μg / m³ (microgrammes trên mét khối), [11] đạt đỉnh 383 μg / m³ vào ngày 14 Tháng 3 năm 2007. Chúng là nguyên nhân chính gây ô nhiễm không khí nghiêm trọng ở cao nguyên Thái Lan và góp phần gây ra lũ lụt trong nước này bằng cách hoàn toàn lấy đi phần rừng thấp ở dưới. Đất rừng khô dẫn đến việc cây chỉ có thể tiếp nhận lượng nước thấp hơn khi mưa đến.
Tháng 2 năm 2016, Tổng giám đốc Chatchai Promlert thuộc Cục Phòng chống và Giảm nhẹ Thiên tai cho biết, đám mây mờ ảnh hưởng đến phía bắc Thái Lan đã lên đến mức có thể coi là có hại cho sức khoẻ. Ông nói Cục kiểm soát ô nhiễm đã báo cáo rằng các mức hạt nhỏ hơn 10 micrometres, gọi là PM10, vượt qua ngưỡng an toàn quy định là 120 tại bốn trong số chín tỉnh nơi giám sát đã được tiến hành. Mức độ PM10 ở 9 vùng - Chiang Rai, Chiang Mai, Lampang, Lamphun, Mae Hong Son, Nan, Phrae, Phayao và Tak - được đo từ 68 đến 160 độ. Mức độ mây mờ được xem là không lành mạnh ở Chiang Mai, Lampang, Lâmphun và Phrae.
Trong mùa đốt 2016 (tháng hai-tháng 4), ô nhiễm không khí đã không có sự cải thiện mặc dù nỗ lực của chính phủ nhằm cải thiện việc đốt. Huyện Mae Sai của tỉnh Chiang Rai đã ghi lại kỷ lục 410 μg / m3 các hạt không khí có hại vào sáng sớm ngày 25 tháng 3 năm 2016.
Từ tháng 1 đến tháng 7 năm 2016, năm thành phố Thái Lan có nồng độ PM2,5 trung bình hàng năm là Chiang Mai, Lampang (Mae Moh), Khon Kaen, Bangkok và Ratchaburi. Bảy trong số 11 thành phố đo được (63,6 phần trăm) không đạt tiêu chuẩn hàng năm về Tiêu chuẩn Chất lượng Môi trường Không khí Quốc gia là 25 μg / m3 cho PM2.5 và tất cả 11 thành phố đo được đã không đạt được giới hạn định mức hàng năm của Hướng dẫn của Tổ chức Y tế Thế giới (WHO) 25 μg / m3. Thailand's national Tiêu chuẩn chất lượng không khí quốc gia của Thái Lan rất yếu so với các khuyến nghị của WHO Trong sáu tháng đầu năm 2017, Greenpeace Thái Lan đã theo dõi PM2.5 ở 14 tỉnh, như họ đã làm từ năm 2015, và phát hiện rằng mỗi trạm ghi nhận mức cao hơn khuyến cáo của WHO dưới 10 miligam trên một mét khối không khí. PM2.5 đề cập đến các hạt bụi không khí nhỏ hơn 2,5 micron, các hạt nhỏ đến nỗi chúng có thể bị hít vào hệ thống máu và gây ra ung thư và bệnh tim. Chiang Mai, Tak, Khon Kaen, Bangkok, Saraburi là một trong những thành phố tồi tệ nhất với mức PM2.5 cao nhất vào năm 2017.

## Đốt đồng và rừng
Việc đốt các cánh đồng nông nghiệp và các khu rừng là một sự kiện hàng năm, chủ yếu là vào tháng khô của tháng 3, ngày càng trở nên tàn phá và phổ biến ở các tỉnh miền bắc Thái Lan. Bắc Thái Lan hiện đang có tỷ lệ ung thư phổi cao nhất trong vương quốc. Tỷ lệ mắc các chứng bệnh ngực khác và điều kiện tim mạch cũng cao.
Các vụ cháy xảy ra trong khu vực này được chia thành ba loại chính: cháy rừng, đốt đồng nông nghiệp và đốt cháy bên đường.
Các vụ cháy rừng tập trung chủ yếu để tăng lên sản lượng lâm sản, đặc biệt là nấm đất (Astraeus hygrometricus (Pers.) Morgan, hoặc "hed thob" hoặc "hed phor" trong tiếng Thái), có theo mùa và được giá thị trường cao. Để thu thập những loại nấm này, người dân địa phương sử dụng lửa để dọn sạch tầng rừng để dễ tìm thấy nấm hoặc vì lửa được cho là kích thích sự phát triển của nấm này.
Theo tờ báo Bangkok Post, các tập đoàn trong lĩnh vực nông nghiệp, chứ không phải nông dân, là những người góp phần gây ô nhiễm lớn nhất. Nguồn chính của các đám cháy là diện tích rừng bị chặt phá để tạo chỗ cho vụ mùa mới. Các loại cây trồng mới được trồng sau khi khói sạch không phải là gạo và rau để nuôi người dân địa phương. Một loại cây trồng duy nhất chịu trách nhiệm: ngô. Vấn đề khói bụi bắt đầu vào năm 2007 và đã được bắt nguồn từ cấp địa phương và ở cấp độ thị trường vĩ mô để tăng trưởng kinh doanh thức ăn chăn nuôi. "Nguồn thực sự của đám mây... nằm trong phòng họp của các công ty mong muốn mở rộng sản xuất và lợi nhuận." Một đồ thị của sự phát triển thị trường ngô thế giới của Thái Lan được phủ bởi đồ thị của các đám cháy. Không còn được chấp nhận những lời đổ thừa cho các bộ tộc người thượng và nông nghiệp nương rẫy cho thiệt hại về sức khoẻ nghiêm trọng và về kinh tế do ô nhiễm hàng năm gây ra ". Những dữ liệu này đã bị chính phủ làm ngơ. Không có dấu hiệu là điều này sẽ được chấm dứt, vì số lượng đám cháy đã tăng mỗi năm trong một thập kỷ, và dữ liệu cho thấy ô nhiễm nhiều hơn vào cuối tháng 2 năm 2016 so với cuối tháng 2 năm 2015.
Tập đoàn Charoen Pokphand (CP), tập đoàn công nghiệp nông nghiệp và thực phẩm lớn nhất Thái Lan, và công ty mua ngô phía Bắc vào tháng 3 năm 2016 đã công bố một "doanh nghiệp xã hội nông nghiệp" để chỉ đạo dân làng Pua của tỉnh Nan từ việc trồng ngô. CP Group đã chịu những chỉ trích về cách nó mua ngô thu hoạch cho thức ăn chăn nuôi từ nông dân ở Nan và các tỉnh khác. Ông Suphachai Chearavanont, Phó Chủ tịch Tập đoàn CP cho biết, những người trồng ngô sẽ được khuyến khích trồng cây công nghiệp như cà phê, đòi hỏi ít đất nông nghiệp và có lợi nhuận cao hơn ngô. Ông nói, không chỉ có vấn đề phá rừng, mà còn giúp giảm bớt vùng sương mù vào mùa xuân ở miền Bắc, là do các phương thức làm nương rãy để chuẩn bị cho mùa vụ ngô kế tiếp. Ông Suphachai cho biết mùa vụ như cà phê mất khoảng ba năm rưỡi để cho thấy năng suất, nhưng tuyên bố rằng CP Group sẽ đứng về phía nông dân và hỗ trợ trong thời gian chờ đợi .
"Nhanh và rẻ" là một lời giải thích ngắn cho việc sử dụng có chủ ý lửa để làm sạch các sườn dốc và các khu vực mở. Những người chăn nuôi gia súc cũng đốt các khu vực để kích thích sự phát triển của cỏ Imperata có khả năng sản xuất ra lá mới trong mùa khô nóng. Lá mới được sinh ra trên các vùng bị cháy có giá trị dinh dưỡng cao hơn, là yếu tố hoàn hảo cho việc chăn thả trâu bò. Các đám cháy dọc đường được thiết lập để làm sạch thảm thực vật khỏi xâm lấn đường. Các ngọn lửa sản sinh ra một lượng khói lớn, làm trì trệ các vùng đất thấp, gây kích ứng mắt và các bệnh về hô hấp. Các khu vực rừng thoái hoá lớn bị phá hoại bằng lửa mỗi năm.
Hầu hết các khu vực bị đốt cháy đều bị bỏ lại trong tình trạng nghèo nàn, chứng minh cho sự phát triển gỗ thưa thớt, thường bị biến dạng hoặc còi cọc và nhiều khu vực trống không có gì phát triển và xói mòn nghiêm trọng đã xảy ra. Lửa không chỉ phá huỷ đa dạng sinh học và thảm thực vật rừng và làm chậm lại sự phát triển của rừng mà còn gây ra tình trạng xói mòn, ô nhiễm không khí và ngập lụt. Việc tái trồng lại các khu vực bị suy thoái nghiêm trọng thường là biện pháp khắc phục duy nhất vì tái sinh tự nhiên đã bị dừng lại ở nhiều nơi.

## Đánh cá quá mức và bất hợp pháp
Năm 1950, Tổ chức Lương thực và Nông nghiệp Liên Hợp Quốc (FAO) ước tính, trên toàn cầu, chúng ta đang đánh bắt khoảng 20 triệu tấn cá (cá tuyết, cá thu, cá ngừ, vv) và động vật không xương sống (tôm hùm, mực, trai, vv). Sản lượng khai thác đạt đỉnh 90 triệu tấn / năm vào cuối những năm 1980, và đã giảm dần kể từ đó. That catch peaked at 90 million tons per year in the late 1980s, and it has been declining ever since. Thái Lan không phải là ngoại lệ cho sự suy giảm này, mặc dù có 57.141 tàu cá và hơn 300.000 người làm việc trong ngành đánh bắt cá. Theo Cục nghề Đánh cá Thái Lan, Thái Lan có 11.000 tàu đánh cá bằng lưới rà đăng ký và khoảng 2.000 tàu bất hợp pháp.
Số lượng tàu đánh cá Thái Lan là một yếu tố chủ chốt để đánh bắt quá mức. Ngay cả Chủ tịch Hiệp hội công nghiệp cá ngừ Thái Lan (TTIA), ông Chanintr Chalisarapong, thừa nhận điều này. "Bạn không cần phải là một nhà khoa học để biết rằng chúng ta đang đánh cá quá mức, ...", Chalisarapong nói. "Chúng ta phải chấm dứt xây dựng những chiếc thuyền mới, bắt cá phải xuất phát từ những ngư dân địa phương sử dụng các phương pháp cần câu (pole and line) .... Chúng ta cần có ít [sic] tàu thuyền và ít thiết bị hơn."
Thái Lan là một quốc gia bán đảo với 514.000 km2 có hơn 3.565 km đường bờ biển, 2.700 km về phía Vịnh Thái Lan và 865 km về phía biển Andaman. Đây là vùng đặc quyền kinh tế mở rộng trên 306.000 km2. Về mặt lịch sử, cá từ vùng biển xa bờ của Thái Lan đã là một nguồn cung cấp protein quan trọng cho dân cư. Năm 2001, lượng tiêu thụ cá bình quân hàng năm là 32,4 kg / người / năm và cung cấp bình quân 10-14 gram protein / người / ngày. Nó cung cấp 40,5% nguồn protein động vật và 17,6% tổng protein. Tiêu thụ cá là gần như chắc chắn cao hơn báo cáo vì nhiều loài cá bị đánh bắt bởi các nông hộ nhỏ và tiêu thụ mà không qua thị trường
Nguồn cá biển của Thái Lan bị khai thác quá mức. Việc đánh bắt cá biển đã thu được trung bình 2.048.753 tấn từ năm 2003-2012; trong năm 2014, sản lượng khai thác là 1.559.746 tấn, giảm 23,9%.:11 Nỗ lực đánh bắt trên mỗi đơn vị (CPUE) đã giảm đáng kể.:1 Nói một cách khác, lượng đánh bắt trung bình ở vùng biển Thái Lan đã giảm 86 phần trăm kể từ khi ngành công nghiệp bành trướng trong những năm 1960. Năm 2014, Thái Lan đứng thứ 12 trên thế giới (trong 215 quốc gia) (1 = tồi tệ nhất, 215 = tốt nhất) về đánh bắt các loài cá có nguy cơ (96 loài).
Việc khai thác quá mức trữ lượng cá ở Thái Lan đã dẫn tới việc tạo ra một ngành công nghiệp nuôi trồng thủy sản khổng lồ, việc buôn bán người cho các tàu đánh cá đi ra biển xa hơn nữa và sự cạn kiệt "cá tạp" cũng như cá con chưa đủ tiêu chuẩn để thỏa mãn nhu cầu ăn cá đưa đến việc nuôi tôm.
Vào ngày 21 tháng 4 năm 2015, Ủy ban châu Âu đã đe dọa Thái Lan, nước xuất khẩu thủy sản lớn thứ 3 trên thế giới, với lệnh cấm thương mại nếu không thực hiện hành các động chống lại việc đánh bắt bất hợp pháp. EU, nhà nhập khẩu các sản phẩm cá lớn nhất thế giới, từ năm 2010 đã hành động chống lại các quốc gia không tuân thủ các quy định về đánh bắt quá mức quốc tế, chẳng hạn như kiểm soát vùng biển của họ đối với các tàu đánh cá không có giấy phép và áp đặt các hình phạt nhằm ngăn chặn đánh bắt trái phép. Thái Lan đã không thể xác nhận nguồn gốc và tính hợp pháp của các xuất khẩu cá sang EU và hiện tại được cho sáu tháng cho đến tháng 10 năm 2015 để thực hiện một kế hoạch hành động thỏa đáng để giải quyết những thiếu sót. Ủy viên nghề Đánh cá châu Âu Karmenu Vella tuyên bố rằng, "Phân tích những gì đang xảy ra ở Thái Lan, chúng tôi nhận thấy rằng không có sự kiểm soát nào, không có nỗ lực nào cả". EU đã nhập 145.907 tấn sản phẩm cá trị giá 642 triệu euro từ Thái Lan vào năm 2014. Theo quan điểm của tờ báo Bangkok Post, "Hồ sơ chế độ quan liêu của ngành thủy sản Thái Lan là vô cùng tồi tệ, dẫn đến sự sụp đổ trong quy định của nhà nước về các tàu đánh cá thương mại." Các quan chức thủy sản cũng có mối quan hệ ấm cúng với các nhà điều hành các tàu này.
Trong một thông cáo báo chí ngày 21 tháng 4 năm 2016, Ủy ban châu Âu cập nhật đánh giá về tiến bộ của Thái Lan, nói rằng, "Đối thoại đang chứng tỏ khó khăn và vẫn còn những lo ngại nghiêm trọng về các bước tiến được Thái Lan thực hiện để chống lại các hoạt động đánh cá IUU [illegal (bất hợp pháp), unreported (không báo cáo) và  unregulated (không quy định)].  Một cuộc họp mặt với các nhà chức trách Thái Lan vào tháng 5 năm 2016 sẽ là một cơ hội mới cho họ thể hiện thiện chí và cam kết của họ."

## Quản lý chất thải
Khi Thái Lan là một xã hội nông thôn, nông nghiệp, rác thải không đáng quan tâm vì mọi thứ đều được làm bằng các sản phẩm tự nhiên như lá chuối. Chất thải có thể được loại bỏ để phân hủy tự nhiên. Ngày nay, theo một người quan sát, "... sẽ không phải là quá phóng đại khi nói rằng, mọi địa phương trong nước đều bị... chìm trong rác thải của mình" Cục Kiểm soát Ô nhiễm Thái Lan ước tính mỗi người Thái sản xuất hàng ngày trung bình 1,15 kg chất thải rắn, trên 73.000 tấn / ngày. Thái Lan đã có 2.490 bãi rác trong năm 2014, nhưng chỉ có 466 trong số đó là bãi chôn lấp rác thải vệ sinh. Hai mươi tám triệu tấn chất thải đã được xử lý chưa qua chế biến. Các kênh rạch của Bangkok đang bị ngập trong nước thải, nhưng cũng là nơi đổ rác. Sau khi lũ lụt nghiêm trọng xảy ra gần đây, hàng tấn rác chặn các cổng nước, ngăn ngừa việc thoát nước. Tại một cổng nước, hơn 5 tấn mảnh vụn đã tích tụ, bao gồm mọi thứ từ chất thải hàng ngày cho đến các mặt hàng lớn như nệm và bàn ghế.
Ngày càng có nhiều chất dẻo là tai họa của mạng lưới các trạm bơm nước mưa của Bangkok, làm tắc nghẽn máy bơm trong mùa mưa và thường xuyên chuyển các tuyến đường thành các dòng sông bùn. Thái Lan được đánh giá là một trong những thị trường tiêu thụ túi nhựa lớn nhất thế giới. Số liệu của chính phủ cho thấy người Thái trung bình sử dụng 8 túi nhựa mỗi ngày. Ngược lại, người bình thường ở Pháp sử dụng khoảng 80 túi một năm. Trong một báo cáo năm 2015, nhóm bảo tồn Ocean Conservancy ước tính chỉ có 5 quốc gia là Trung Quốc, Indonesia, Philippines, Việt Nam và Thái-lan chịu trách nhiệm về hơn một nửa chất thải nhựa đổ vào đại dương. Ông Narong Ruengsri, người đứng đầu bộ phận thoát nước của Bangkok cho biết việc lấy các bọc chất dẻo khỏi kênh mương và hệ thống thoát nước là một cuộc chiến liên tục. Ông nói với AFP: "Mỗi ngày chúng tôi vớt lên khoảng 2.000 tấn chất thải từ các kênh thoát nước. Con số chính thức cho thấy 11.500 tấn rác mà Bangkok sản xuất mỗi ngày, ít nhất một tấn là nhựa, đang tăng 10% mỗi năm. Chính thức chỉ có 16% trog số đó được tái chế.

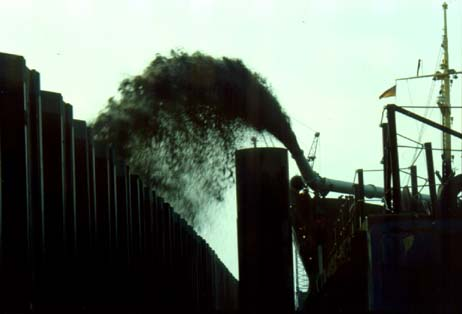
Ô nhiễm nước công nghiệp

## Ô nhiễm nguồn nước
Các báo cáo của Cục kiểm soát ô nhiễm của Thái Lan chia đất nước thành 5 vùng địa lý chính: bắc, đông bắc, trung tâm, nam và đông. Tại các vùng này, Thái Lan có tổng cộng 25 lưu vực sông. Lượng mưa trung bình hàng năm của Thái Lan khoảng 1.700 mm.
Mặc dù gió mùa Tây Nam hàng năm, Thái Lan bị hạn hán, đặc biệt là vùng đông bắc. Đến năm 2002, Thái Lan có ít nước hơn bất kỳ nước nào khác ở Châu Á theo đầu người, và gần 1/3 lượng nước này "không thích hợp cho con người tiêu dùng". Theo Cục Thủy lợi, nhu cầu nước trong nước là 152 tỷ m³m3 mỗi năm đối với nguồn cung cấp 112 m³. Ngành nông nghiệp chiếm 75% nhu cầu, khu vực công nghiệp 3%, các hộ gia đình chiếm 4% và bảo vệ các hệ sinh thái 18%. Đập và hồ chứa cung cấp 66 phần trăm nước, 15 phần trăm từ các nguồn nước bề mặt, và 13 phần trăm được khai thác từ dưới lòng đất.
Nước không dùng được là kết quả của nước thải sinh hoạt chưa xử lý, nước thải công nghiệp và chất thải rắn nguy hại . Đây là vấn đề môi trường quan trọng đối với Thái Lan. Theo Cục kiểm soát ô nhiễm, ngành nông nghiệp là nước gây ô nhiễm lớn nhất khi các trại của quốc gia này thải ra 39 triệu m³ nước thải mỗi ngày vào năm 2016. Ngành công nghiệp đứng thứ hai, thải ra 17,8 triệu m³ mỗi ngày. Khu vực nhà ở đứng thứ ba với 9,6 triệu m³ / ngày. Các quy trình xử lý nước thải trong khu dân cư chỉ có hiệu quả 18 phần trăm, trong khi đó chỉ có 52 phần trăm nước thải được xử lý.

### Nước bề mặt
Năm 2003, Cục Kiểm soát Ô nhiễm của Thái Lan (PCD) đã giám sát chất lượng của 49 con sông và bốn hồ ở Thái Lan. Kết quả cho thấy 68% các sống hồ được khảo sát thích hợp cho nông nghiệp và tiêu dùng chung. Chỉ có dưới 40 phần trăm nước bề mặt của Thái Lan có chất lượng kém hoặc rất kém. Theo khảo sát các con sông và hồ lớn của PCD, không có nước bề mặt nào được phân loại là có chất lượng "rất tốt" (nước sạch thích hợp cho động vật thủy sản và con người sau khi xử lý bình thường).
Chất lượng nước bề mặt thay đổi rất nhiều ở các vùng khác nhau ở Thái Lan. Nước bề mặt được giám sát ở các vùng phía Bắc, Trung, Nam dường như có chất lượng kém, trong khi nước ở vùng phía đông tốt hơn. So với các vùng khác, nước bề mặt của sông và hồ được giám sát ở vùng Đông Bắc có chất lượng tốt.
Đối với oxy hoà tan (DO: dissolved oxygen), nước bề mặt ở khu vực phía Bắc là tốt nhất, khoảng 6 mg / L, tiếp theo là vùng đông bắc có nồng độ DO khoảng 4 mg / L. Các vùng trung tâm, phía đông và trung tâm xếp hạng thấp nhất, khoảng 2 mg / L. Nồng độ cao nhất của tổng số vi khuẩn coliform (TCB), trong số các dòng nước bề mặt được theo dõi, đã được tìm thấy ở vùng trung tâm có nồng độ TCB cao hơn 4.000MPN (số có thể xảy ra nhất) / 100ml.

### Nước ven biển
Năm 2003, PCD đã thành lập 240 trạm quan trắc tại 23 tỉnh duyên hải của Thái Lan và trên các hòn đảo lớn. Kết quả giám sát trong năm này cho thấy nước ven biển 68 phần trăm tại các trạm có chất lượng "rất tốt" và "tốt". Ba mươi phần trăm các trạm đều ở tình trạng trung bình và chỉ có ba phần trăm có chất lượng "kém". So với dữ liệu trong quá khứ, chất lượng nước ven biển đã bị suy giảm, đặc biệt ở các khu vực có bốn dòng sông chính chảy ra. Các chỉ tiêu chính về ô nhiễm là DO và TCB.
Chất lượng nước ở bên trong Vịnh Thái Lan, trong đó các sông Chao Phraya, Tha Chin, Pak Pakang, và Rayong Rivers và một số kênh rạch chảy ra, cho thấy nồng độ các chất gây ô nhiễm trong nước cao. Nồng độ DO thấp (0.3, 1.8, 3.5 mg / L) đã được tìm thấy ở khu vực Klong 12 Thanwa, Mae Klong và Tha Chin. Ngoài ra, TCB và hàm lượng kim loại nặng dường như cao hơn tiêu chuẩn cho phép ở cùng khu vực. Tại huyện Bang Pakong, mức chất rắn lơ lửng (TSS) dường như cao.
Vùng biển phía Tây nói chung có vẻ có chất lượng nước "tốt". Tuy nhiên, mức TCB ở một số vùng mà nước thải sinh hoạt chảy ra biển mà không qua xử lý vượt quá tiêu chuẩn. Chất lượng nước ở hầu hết các khu vực của bờ biển phía đông ở điều kiện "tốt", ngoại trừ hàm lượng chất rắn lơ lửng cao và TCB có ở các vùng Laem Chabang và Map Ta Phut. Mặc dù tăng trưởng nhanh, chất lượng nước ven biển nói chung ở vùng biển Andaman vẫn ở trong tình trạng "rất tốt", ngoại trừ một số khu vực cho thấy mối quan tâm về mực độ DO và TCB.
Ô nhiễm nước đã trở nên rõ ràng ở nhiều khu vực. Năm 1997, hàng trăm ngàn con cá và các sinh vật dưới nước khác trong sông Nam Phong chết do ô nhiễm công nghiệp. Một lượng lớn arsenic đã được tìm thấy trong nước ngầm ở tỉnh Nakhon Si Thammarat, kết quả của việc khai thác mỏ trong khu vực. Ô nhiễm ảnh hưởng đến môi trường biển. Thủy triều đỏ, do sự tăng trưởng của tảo quá nhiều và là kết quả của ô nhiễm, tràn dầu, và các loài xâm lấn là một số trong những yếu tố ảnh hưởng đến đa dạng sinh học biển của Thái Lan.
Một nguồn ô nhiễm chính khác là các kim loại nặng đã thấm vào các con sông Thái Lan. Tại cửa sông Chao Phraya, mực thủy ngân đã vượt xa các tiêu chuẩn thông thường, và hàm lượng cao kim loại nặng trên lòng sông gây ra mối đe dọa nghiêm trọng đối với các hệ sinh thái.
Tháng 3 năm 2017, Phó Giáo sư Thon Thamrongnawasawat, Phó khoa Kỹ thuật Thủy sản của Đại học Kasetsart, nói: "Có một cái gì đó rất sai lầm với biển Thái Lan [Vịnh Thái Lan]". Quan sát của ông theo sau cái chết của hai con cá voi Bruda và hai con cá mập voi ở Vịnh Thái Lan từ đầu năm. Vụ tai nạn mới nhất là một con cá voi Bruda dài 12 mét nặng khoảng 2 tấn. Nó trôi dạt trên bờ trong làng Chín của tambon Thongchai, huyện Bang Saphan, tỉnh Prachuap Khiri Khan. Trước đó, một con cá voi Bruda 6 tháng tuổi được tìm thấy chết trên bãi biển Ban Kung Tanod ở huyện Khao Daeng, huyện Kui Buri của Prachuap Khiri Khan. Hai con cá mập voi chết đã trôi dạt vào bờ trong 70 ngày qua bị vướng vào dây thừng. Tính đến năm 2017 chỉ có khoảng 100 cá mập voi và khoảng 50 con cá voi Bruda còn lại trong vùng vịnh.

### Nước ngầm
Cơ quan chính phủ Thái Lan chịu trách nhiệm về nước ngầm là cục Tài nguyên nước ngầm, một cơ quan của Bộ Tài nguyên và Môi trường.
Nước ngầm chủ yếu được cung cấp bởi lượng mưa và dòng chảy rò rỉ. Các tầng nước ngầm có thể cung cấp một lượng nước lớn khắp Thái Lan, ngoại trừ vùng phía đông. Nguồn nước ngầm lớn nhất được tìm thấy ở vùng trung tâm thấp hơn, đặc biệt là ở khu vực thủ đô Bangkok (BMR) và các tỉnh lân cận, và được dùng để thỏa mãn nhu cầu càng ngày càng tăng, tăng trưởng 10% mỗi năm. Việc rút mực nước ngầm chung quanh Bangkok đã dẫn đến lún đất làm trầm trọng thêm lũ lụt.
Nước chảy ra từ nông nghiệp, nuôi trồng thủy sản ven biển, nước thải công nghiệp và nước thải sinh hoạt chịu trách nhiệm về ô nhiễm nước ngầm ở Thái Lan. Vì vậy, việc thiếu chính sách giá cả phù hợp dẫn đến việc khai thác quá mức nước ngầm vượt ra khỏi năng suất bền vững. Có rất ít thông tin ở cấp quốc gia về tỷ lệ khai thác nước, hoặc mức độ nhiễm bẩn.
Một trường hợp đang xảy ra tình trạng ô nhiễm nước bề mặt và nước ngầm đã khiến một nhà phê bình cho rằng: "... Các cơ chế bảo vệ môi trường Thái Lan bao gồm luật môi trường và thực thi pháp luật không hoạt động hiệu quả." Ông ta đang đề cập đến trường hợp ở tỉnh Ratchaburi: từ ít nhất năm 2001, người dân của làng tambon Nam Pu phàn nàn về nước thải độc hại từ một nhà máy xử lý chất thải công nghiệp mà họ nghi ngờ làm ô nhiễm nước của họ. Trung tâm Tái chế rác rưởi Wax, một nhà máy xử lý chất thải công nghiệp, đã bắt đầu hoạt động ở khu vực thượng lưu của Cảng Nậm Pu cùng thời điểm ô nhiễm đã trở nên rõ ràng. Tình trạng ô nhiễm lan đến tambon Rang Bua thuộc huyện Chom Bueng. Trả lời khiếu nại, Cục Kiểm soát Ô nhiễm Thái thử nghiệm nước rạch và nước ngầm. Nó phát hiện ra rằng các mức kim loại nặng (chì, niken và bari) vượt quá tiêu chuẩn của chúng. Họ cũng tìm thấy các chất hữu cơ bay hơi cao (VOC) như toluen, xylene, ethylbenzen, benzene, 1,1,2-trichloromethane và Cis-1,2-dichloroethylene. Bộ Công nghiệp và Văn phòng Công nghiệp của Ratchaburi từ năm 2002 đã gửi 19 bức thư ra lệnh nhà máy cải tiến hoạt động và ít nhất là 6 mệnh lệnh để nhà máy tắt các bộ phận của cơ sở. Mặc dù các nhà chức trách đã nỗ lực, nhà máy vẫn đang hoạt động và ô nhiễm nước thải độc hại vẫn tiếp tục không suy giảm. Thiếu sự quản lý môi trường ở Thái Lan là thiếu sự cân bằng trong quyền quản lý giữa các cơ quan chức năng. Ví dụ Sở kiểm soát ô nhiễm không có quyền thu hồi giấy phép hoạt động của nhà máy. Quyền lực đó nằm ở Bộ Công nghiệp,, nhưng các cơ quan nhà nước đặt tầm quan trọng vào kinh tế công nghiệp lớn hơn là vào môi trường.

### Ảnh hưởng sức khỏe
Kết quả ô nhiễm nguồn nước gây ra thương hàn, kiết lỵ, viêm gan, mắt hột, giun móc và tiêu chảy. Năm 1999, tỉ lệ nằm viện là:
Thương hàn: 4.000 trường hợp nhập viện
Kiết lỵ: 7.000 trường hợp nhập viện
Tiêu chảy: 95.000 trường hợp nhập viện
Tiếp xúc với các độc tố và kim loại nặng trong nước gây ra bệnh da, ung thư gan, và dị tật bẩm sinh. Suối Klity Creek ở tỉnh Kanchanaburi được phát hiện có mức độ chì nguy hiểm từ một nhà máy tách chì ở thượng lưu. Mức độ chì rõ ràng là nguyên nhân gây ra nhiều trường hợp hội chứng Down ở trẻ em làng, những bệnh không xác định nguyên nhân ở người lớn, và nhiều trường hợp gia súc tử vong. Vào năm 1998, nhà máy đã bị đóng cửa và con rạch được nạo vét, mặc dù vào năm 2000 mức độ chì vẫn được coi là không an toàn.

## Sinh vật hoang dã

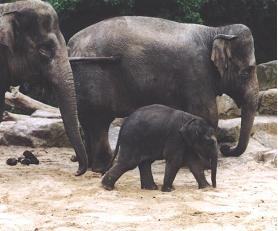
Voi châu Á

Động vật hoang dã của Thái Lan bị đe dọa do săn bắt trộm, mất môi trường sống, và một ngành công nghiệp bán động vật hoang dã như vật nuôi trong nhà.
Con voi là biểu tượng quốc gia của Thái Lan. Mặc dù có một trăm ngàn voi ở Thái Lan cách đây một thế kỷ, nhưng số lượng voi trong thiên nhiên đã giảm xuống còn khoảng 2.000. Những kẻ săn trộm đã săn các con voi lấy ngà voi, thịt và da. Con voi trẻ thường bị bắt giữ để sử dụng trong các địa điểm thu hút khách du lịch hoặc làm động vật làm việc, mặc dù việc sử dụng chúng đã giảm kể từ khi chính phủ cấm khai thác gỗ vào năm 1989. Hiện nay có nhiều con voi bị nuôi nhốt hơn các con sống hoang dã và các nhà hoạt động môi trường cho rằng các con voi bị nuôi nhốt thường bị ngược đãi.
Việc săn trộm các loài được bảo vệ vẫn là một vấn đề lớn. Các thợ săn đã làm giảm đáng kể quần thể hổ, báo, và những con mèo lớn khác vì giá trị đa của chúng. Nhiều động vật (bao gồm hổ, gấu, cá sấu, và rắn hổ mang) được nuôi hoặc săn lấy thịt, được coi là cao lương mỹ vị, và cho là có các đặc tính dược tính. Mặc dù thương mại như vậy là bất hợp pháp, chợ nổi tiếng của Bangkok Chatuchak vẫn còn được biết đến với việc bán các loài có nguy cơ bị diệt chủng.
Việc nuôi giữ động vật hoang dã như gia súc đe dọa một số loài. Các con vật mới sinh ra thường được bắt và bán, thường bị buộc phải giết chết con mẹ. Một khi bị giam giữ và sống ngoài môi trường sống tự nhiên của chúng, nhiều con vật nuôi trong nhà chết hoặc không sinh sản. Các quần thể bị ảnh hưởng bao gồm gấu ngựa, gấu chó, vượn tay trắng, Hylobates pileatus và cầy mực.
Việc phá rừng và phát triển ở quy mô lớn đã xâm lấn vào nhiều môi trường sống sinh vật hoang dã trước đây, và thuốc trừ sâu trong nguồn thức ăn của chúng đã làm giảm số lượng chim. Nhiều loài được xếp vào danh sách nguy cấp do bị mất môi trường sống và bị khai thác quá mức. Ngân hàng Thế giới ước tính rằng, trong số 214 quốc gia được nghiên cứu, Thái Lan đứng thứ 9 (1 = tồi tệ nhất, 214 = tốt nhất) trên thế giới với số lượng các loài thú (55 loài) đang bị đe doạ
Mặc dù đạo Phật dạy sự tôn kính về cuộc sống, thậm chí cả hàng giáo sĩ Thái cũng đã từng phạm tội lạm dụng động vật. Một trong những trường hợp như vậy, trường hợp của Kwan, một con gấu chó, đã bị đối xử tàn nhẫn tại Wat Aungsuwan (Wat Nong Hoy) thuộc tỉnh Prachuap Khiri Khan đã được Tổ chức Động vật Hoang dã Bạn bè Thái Lan (WFFT) ghi lại cặn kẽ. Lần đầu được báo động về sự lạm dụng tại đền thờ vào tháng 1 năm 2012, mãi đến 3 năm sau, các quan chức động vật hoang dã Thái Lan mới hành động thay mặt cho những con vật bị ngược đãi.
Năm 2016, xác chết của cá cúi cuối cùng được biết đến ở Vịnh Thái Lan, được xác định bởi các nhà sinh học biển như DU-391, đã được tìm thấy ngoài khơi Rayong. Số 391 đề cập đến nó là con cá cúi chết thứ 391 được tìm thấy ở đó. Sự suy giảm của các loài dễ bị tổn thương ở vịnh tiếp tục không bớt đi, vì 355 động vật được bảo vệ đã chết kể từ tháng 1 năm 2016, tăng 10% so với năm 2015. 355 động vật biển chết bao gồm 11 cá cúi, 180 con rùa biển, 164 cá heo và cá voi.

### Bảo tồn trong lý thuyết
Các dự luật bảo tồn được chính phủ thông qua bao gồm:
- Luật Bảo lưu và Bảo vệ Động vật Hoang dã 1960
- Đạo luật Vườn quốc gia 1961
- Đạo luật Bảo tồn Rừng Quốc gia 1964
- Cấm khai thác rừng tự nhiên 1989
- Luật đồn điền rừng 1992
- Đạo luật Tăng cường và Bảo tồn Chất lượng Môi trường Quốc gia 1992
- Luật Bảo lưu và Bảo vệ Động vật hoang dã (WARPA), cấm hoặc hạn chế việc săn bắn, chăn nuôi, tàng trữ và buôn bán 15 loài động vật được bảo lưu và hai loại loài được bảo vệ 1992

Cho đến những đạo luật của năm 1989-1992, các chính sách bảo tồn rất khó thực thi, và thường chiếm một vị thế phụ so với phát triển kinh tế . Những đạo luật này là sự thay đổi lớn trong chính sách của Thái Lan và là một phần của sự hợp tác của chính phủ với Công ước về Thương mại Quốc tế các loài Động vật hoang dã (CITES), một hiệp định bảo vệ động vật hoang dã quốc tế.
Chính phủ hiện nay đòi hỏi phải có ít nhất 15 phần trăm diện tích đất được bảo vệ như rừng, và 22 phần trăm hiện đang được bảo vệ là khu bảo tồn động vật hoang dã hoặc vườn quốc gia. Để thực thi CITES, chính phủ cũng duy trì các trạm kiểm soát biên giới để ngăn chặn buôn lậu động vật và làm việc để giáo dục công chúng về bảo tồn động vật hoang dã. Văn hoá Phật giáo ở Thái Lan, với sự nhấn mạnh đến sự tôn trọng mọi đời sống, đã trở thành một yếu tố chính trong nỗ lực bảo tồn của đất nước này.

### Bảo tồn trong thực tế
Luật pháp quốc gia (2015) hiện nay cho phép ngà voi quốc nội Thái Lan được bán một cách hợp pháp. Là một hệ quả không chủ ý, số lượng lớn ngà voi Châu Phi có thể được bán lậu thông qua các cửa hàng của Thái Lan. Chỉ bằng cách đóng cửa thương mại ngà nội địa, Thái Lan có thể giúp loại bỏ mối đe dọa đối với các con voi châu Phi. Thị trường ngà voi của Thái Lan là thị trường lớn nhất trên thế giới và thương mại chủ yếu được cung cấp từ ngà voi châu Phi được buôn lậu vào trong nước.
Tháng 7 năm 2014, tại một cuộc họp can thiệp của CITES, Thái Lan đã đồng ý với một thời biểu biểu nghiêm ngặt để giải quyết tình trạng buôn bán ngà voi bất hợp pháp hoặc đối mặt với nguy cơ trừng phạt thương mại. Một tuần trước cuộc họp, TRAFFIC đã phát hành một cuộc khảo sát về Bangkok, nơi có thêm nhiều cửa hàng bán lẻ và số lượng bày bán ngà voi gấp ba lần so với năm 2013. Thái Lan được cho thời hạn đến ngày 30 tháng 9 năm 2014 để đệ trình kế hoạch sửa đổi hành động về ngà voi quốc gia, để bso gồm một số biện pháp cụ thể của Công ước CITES. Thái Lan sẽ được CITES đánh giá tiếp theo vào ngày 31 tháng 3 năm 2015. Nếu nhận thấy thiếu sót, CITES sẽ bỏ phiếu cho việc áp dụng các biện pháp trừng phạt thương mại đối với nước này. Tác động của hình phạt đối với nền kinh tế quốc gia sẽ là đáng kể: tất cả các hoạt động buôn bán các loài trong danh sách của CITES đều bị cấm. Ví dụ, việc xuất khẩu lan trong ngành trồng trọt của nước này sẽ bị ngưng lại, dẫn đến tổn thất hơn 80 triệu đô la Mỹ trong doanh thu hàng năm dựa trên giá trị thương mại năm 2013.

## Phúc lợi động vật trong nước

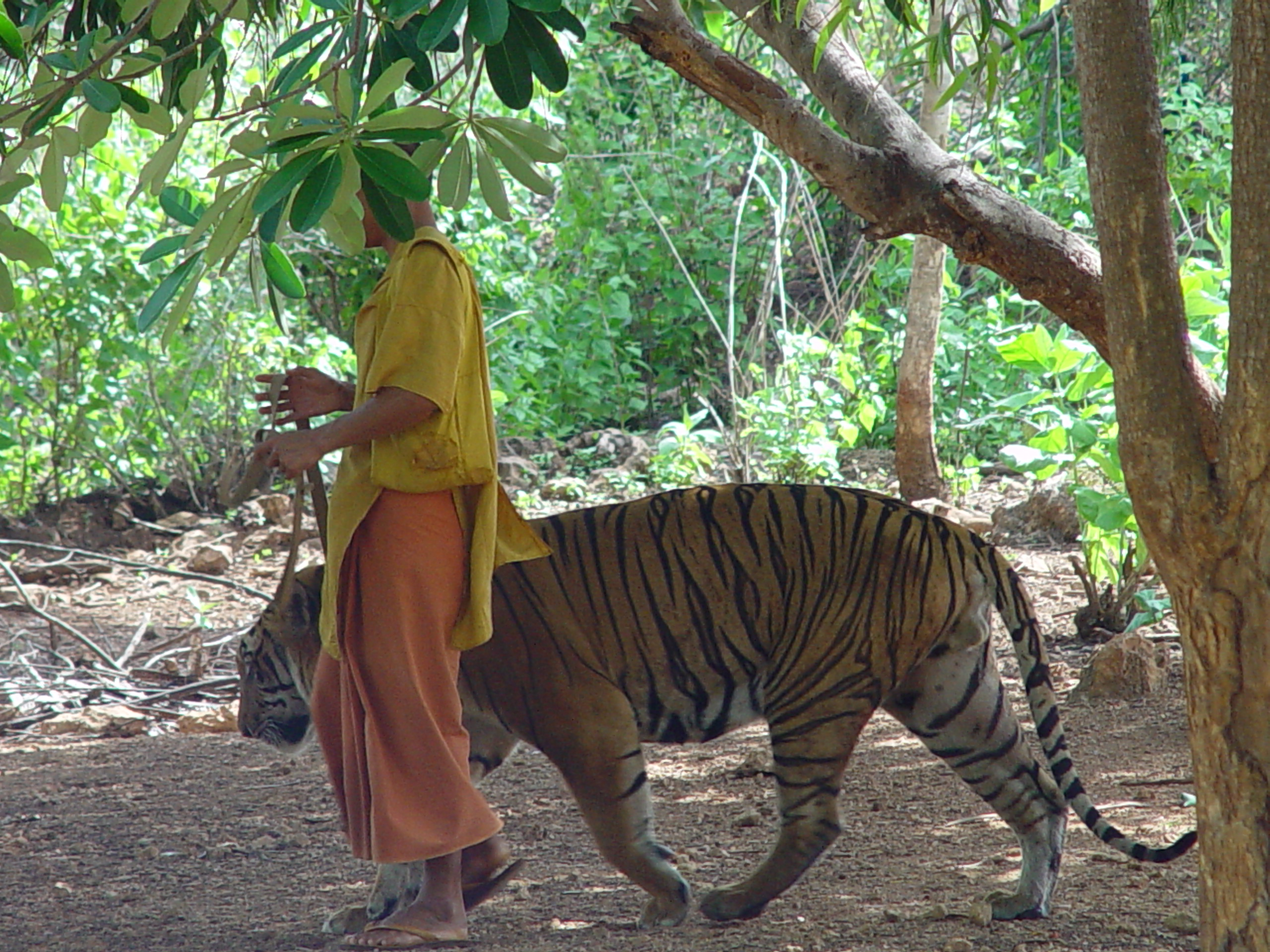
Một nhà sư dẫn một con hổ nuôi ở Đền Hổ. Các nhà chức trách bắt giữ những con chim được bảo vệ từ ngôi đền vào năm 2015. Tạp chí National Geographic cáo buộc vào năm 2016 rằng các nhà sư Phật giáo có hoạt động kinh doanh, nuôi dưỡng, buôn bán và khai thác vì lợi nhuận các con hổ bị bắt làm nô lệ.

Thái Lan đã đưa ra luật về phúc lợi động vật đầu tiên vào năm 2014. Việc Phòng ngừa Thiệt hại Động vật và Đạo luật Bảo vệ Động vật được đưa ra vào ngày 27 tháng 12 năm 2014.
Luật bảo vệ động vật "nuôi như gia súc, như động vật để làm việc, như những con thú vận chuyển gánh nặng, như bạn bè, như thú nuôi, súc vật để biểu diễn, hoặc cho bất kỳ mục đích nào khác, dù có hay không có chủ sở hữu" Luật pháp ngày nay yêu cầu chủ sở hữu động vật phải "nuôi, chăm sóc và bảo vệ động vật trong những điều kiện thích hợp với sức khoẻ và vệ sinh tốt, đủ thức ăn và nước". Theo luật, thuật ngữ "chủ sở hữu" được coi là bao gồm tất cả các thành viên trong gia đình và những người giúp đỡ gia đình, cũng như bất kỳ người bạn được giao để chăm sóc gia súc.
Thực đơn có các động vật có xương sống còn sống bây giờ là bất hợp pháp ở Thái Lan. Việc kinh doanh và tiêu thụ thịt chó và mèo hiện tại là bất hợp pháp ở Thái Lan theo đạo luật năm 2014. Cho ăn thức ăn sống cho rắn, cá sấu hoặc các động vật khác cũng bị cấm.
Luật này cũng cấm việc bỏ bê, hành hạ, hoặc vận chuyển vô cảm động vật sống. Bỏ bê bao gồm chỗ ở và vận chuyển động vật không thích hợp. Vi phạm có thể bị trừng trị theo luật, có thể áp dụng hình phạt tù hai năm và phạt tiền đến 40.000 baht (US $ 1.663) hoặc cả hai. Những người bỏ gia súc không còn mong muốn vào đền thờ bây giờ có thể bị buộc tội từ bỏ và gây nguy hiểm cho động vật.

## Sự thờ ơ của chính phủ
Hội đồng Quốc gia vì Hòa bình và Trật tự (NCPO), chính quyền quân sự nắm quyền ở Thái Lan vào tháng 5 năm 2014, đã có thái độ dễ dãi đối với các mối quan ngại về môi trường. Vào đầu tháng 3 năm 2016, NCPO đã ban hành Lệnh số 9/2016, nhằm cắt giảm quá trình tiến hành đánh giá tác động môi trường (EIA) đối với các dự án lớn. Điều này giúp các cơ quan nhà nước có thể nhanh chóng theo dõi các dự án công cộng liên quan đến giao thông vận tải, quản lý nước, y tế công cộng và phòng ngừa những nguy hiểm công cộng. Lệnh cho phép các dự án nhà nước được đề xuất với nội các trước khi hoàn thành EIA hoàn chỉnh.
Chỉ thị Junta số 4/2016, được Thủ tướng Chính phủ tướng Prayut Chan-o-cha ký ngày 20 tháng 3 năm 2016 với quyền hạn là chủ tịch của Ủy ban Chính sách Năng lượng Quốc gia đã được đăng trong Công báo Hoàng gia Thái Lan vào ngày 31 tháng 3 năm 2016. Nó miễn trừ 29 nhà máy, 27 trong số đó do nhà nước điều hành, từ tất cả các luật liên quan đến quy hoạch thành phố. Kế hoạch xây dựng các nhà máy đốt than tại huyện Thepha tỉnh Songkhla và huyện Nuea Khlong của tỉnh Krabi đã gặp phải sự phản đối mạnh mẽ từ người dân địa phương quan tâm đến tác động môi trường của chúng.

## Ám sát nhà hoạt động môi trường
- Vào tháng 11 năm 2016, Văn phòng Nhân quyền khu vực của LHQ (OHCHR) đã lên án Thái Lan vì một loạt vụ giết người các nhà hoạt động vì đất đai không bị trừng phạt, thu hút sự chú ý đến kỷ lục nghèo nàn của nước này trong việc giải quyết các vụ giết người như vậy. Văn phòng cho biết họ bị bắt buộc phải lên tiếng sau khi tòa phúc thẩm ở miền Nam Thái Lan duy trì việc tha bổng một kẻ tình nghi duy nhất trong vụ sát hại một nhà hoạt động vào năm 2015. Thái Lan từ lâu đã là một nơi nguy hiểm cho những ai dám đụng chạm đến các nhóm quyền lợi đầy quyền lực. Báo cáo năm 2014 của Tổ chức Global Witness cho biết Thái Lan là quốc gia nguy hiểm thứ tám trên thế giới cho các nhà hoạt động vì quyền đất đai, nguy hiểm nhất thứ hai ở châu Á sau Philippines. Các nhóm tranh đấu cho quyền lợi nói rằng, khoảng 50-60 người bảo vệ quyền lợi đã bị giết trong 20 năm qua. Ngoài ra còn có ít nhất 81 trường hợp bị mất tích chưa được tìm thấy kể từ giữa những năm 1990 cho tới nay, theo Liên đoàn châu Á chống Mất tích không tự nguyện[110].